# Thecla taunayi
Thecla taunayi är en fjärilsart som beskrevs av Robert Spitz 1931. Thecla taunayi ingår i släktet Thecla och familjen juvelvingar. Inga underarter finns listade i Catalogue of Life.